# Kalmar FF
Pour les articles homonymes, voir KFF.
Maillots
Le Kalmar FF est un club suédois de football basé à Kalmar.

## Historique
Fondé en 1910 sous le nom de IF Göta, le club dut, peu après sa création, changer de nom car le ministère des sports ne voulu pas l’accepter, ce dernier étant déjà pris par deux autres clubs. Le club fut donc rebaptisé Gothia en 1912 avant de rechanger une nouvelle fois de nom en 1918 à la faveur d’une fusion entre Gothia et Kamraterna pour s’appeler désormais Kalmar Idrottssällskap (KIS). Toutefois l’histoire du nom du club ne prendra vraiment fin qu’en 1927 quand ce dernier adoptera le nom de Kalmar FF. 
Ce n’est que le 31 juillet 1949 que le club joue son premier match de Allsvenskan (défaite 2-0 sur le terrain de Degerfors IF). Par la suite, le club alterne entre 1950 et 1955 entre la Allsvenskan et la 2e division. La descente de 1955 signe un bail de 20 ans entre le KFF et la 2e division. Le 19 octobre 1975, grâce à une victoire 3-2 à domicile face à Västra Frölunda, le club remonte en première division. 
En 1976, année du 100e match de Kalmar en Allsvenskan, le KFF perd Sundsvall sur le score de 9 à 2. L’équipe termine néanmoins à la sixième place cette année-là. La saison suivante, le club obtient la troisième place. En 1981, il gagne son premier titre : la Coupe de Suède après une victoire 4-0 face à Elfsborg. En championnat, si le club réussit à se maintenir de justesse en Allsvenska, il est rétrogradé l’année suivante après avoir perdu les matchs de barrage face à Gefle. Il ne reste toutefois qu’un an en 2e division puisqu’il remporte celle-ci avec 4 points d’avance sur son dauphin. Le titre est en partie dû à l’arrivée au club de l’attaquant Billy Landsdowne, qui termine meilleur buteur du championnat (16 buts)[réf. nécessaire]. 
Revenu en 2e division en 1985, le club termine à la deuxième place mais perd son accession dans les matchs de barrages face à Örgryte. Cette année-là, trois joueurs se partagèrent le titre de meilleur buteur : Billy Lansdowne et Peter Karlsson pour Kalmar et Sören Börjesson pour Örgryte. En 1986, le club glisse vers la Söderettan (3e division). 1987 fut l’année des paradoxes, puisque Kalmar remporta la Coupe de Suède pour la deuxième fois de son histoire (face à GAIS 2-0) et descendit dans le même temps en 4e division. 
Entre 1988 et 1997, le club vécut de grosses difficultés économiques et sportives, mais 1997 marquera un tournant puisque cette année-là, le club remporta le championnat de 3e division sans aucune défaite à son actif. La saison suivante, le club remporte la « Superettan » et se voit promu en Allsvenskan 15 ans après sa dernière apparition. Cependant, à la suite d'une poule retour catastrophique, le club se voit de nouveau relégué en « Superettan », évitant la relégation lors de la dernière journée de ce dernier la saison suivante. Entre 2001 et 2004, le club obtient deux montées (2001, 2003) et une descente (2002). 
En 2004, pour sa dernière remontée, le club rate de peu la qualification en Royal League et termine à la cinquième place.

## Dates clés
- 1910 : fondation du club
- 1978 : 1re participation à une Coupe d'Europe (C2, saison 1978/1979)
- 2009 : 1re participation à la Ligue des Champions (saison 2009/2010)

## Bilan sportif

### Palmarès
| Compétitions nationales | Compétitions internationales |
| - Championnat de Suède : - Champion : 2008 - Vice-champion : 1987, 2007 - Championnat de Suède de deuxième division : - Champion : 2001, 2003 - Championnat de Suède de troisième division : - Champion : 1998 - Vice-champion : 1994 - Coupe de Suède : - Vainqueur : 1981, 1987, 2007 - Finaliste : 1978, 2008, 2011 - Supercoupe de Suède : - Vainqueur : 2009 - Finaliste : 2008 | - Néant                      |

### Bilan européen
Légende
- Victoire ou qualification pour le tour suivant
- Match nul
- Défaite ou élimination de la compétition

Note : dans les résultats ci-dessous, le score du club est toujours donné en premier
| Saison    | Compétition             | Tour                | Club                    | Domicile | Extérieur | Total  |
| --------- | ----------------------- | ------------------- | ----------------------- | -------- | --------- | ------ |
| 1978-1979 | Coupe des coupes        | Seizièmes de finale | Ferencváros TC          | 2 - 2    | 0 - 2     | 2 - 4  |
| 1979-1980 | Coupe UEFA              | Premier tour        | ÍBK Keflavík            | 2 - 1    | 0 - 1     | 2 - 2E |
| 1981-1982 | Coupe des coupes        | Seizièmes de finale | FC Lausanne-Sport       | 3 - 2    | 1 - 2     | 4 - 4E |
| 1986-1987 | Coupe UEFA              | Premier tour        | Bayer Leverkusen        | 1 - 4    | 0 - 3     | 1 - 7  |
| 1987-1988 | Coupe des coupes        | Seizièmes de finale | ÍA Akranes              | 1 - 0    | 0 - 0     | 1 - 0  |
| 1987-1988 | Coupe des coupes        | Huitièmes de finale | Sporting Portugal       | 1 - 0    | 0 - 5     | 1 - 5  |
| 2008-2009 | Coupe UEFA              | Premier tour Q      | Racing Union Luxembourg | 7 - 1    | 3 - 0     | 10 - 1 |
| 2008-2009 | Coupe UEFA              | Deuxième tour Q     | KAA La Gantoise         | 4 - 0    | 1 - 2     | 5 - 2  |
| 2008-2009 | Coupe UEFA              | Premier tour        | Feyenoord Rotterdam     | 1 - 2    | 1 - 0     | 2 - 2E |
| 2009-2010 | Ligue des champions     | Deuxième tour Q     | Debreceni VSC           | 3 - 1    | 0 - 2     | 3 - 3E |
| 2010-2011 | Ligue Europa            | Premier tour Q      | EB/Streymur             | 1 - 0    | 3 - 0     | 4 - 0  |
| 2010-2011 | Ligue Europa            | Deuxième tour Q     | Dacia Chișinău          | 0 - 0    | 2 - 0     | 2 - 0  |
| 2010-2011 | Ligue Europa            | Troisième tour Q    | Levski Sofia            | 1 - 1    | 2 - 5     | 3 - 6  |
| 2012-2013 | Ligue Europa            | Premier tour Q      | Cliftonville FC         | 4 - 0    | 0 - 1     | 4 - 1  |
| 2012-2013 | Ligue Europa            | Deuxième tour Q     | NK Osijek               | 3 - 0    | 3 - 1     | 6 - 1  |
| 2012-2013 | Ligue Europa            | Troisième tour Q    | BSC Young Boys          | 1 - 0    | 0 - 3     | 1 - 3  |
| 2023-2024 | Ligue Europa Conférence | Deuxième tour Q     | FC Pyunik               | 1 - 2    | 1 - 2     | 2 - 4  |

## Personnalités du club

### Entraîneurs
Le tableau suivant présente la liste des entraîneurs du club depuis 1936.
| Rang | Nom              | Période   |
| ---- | ---------------- | --------- |
| 1    | Gustaf Andersson | 1936-1938 |
| 2    | Gösta Carlsson   | 1938-1944 |
| 3    | Arne Rasmussen   | 1944      |
| 4    | Gösta Carlsson   | 1945-1946 |
| 5    | Otto Cinadler    | 1946-1947 |
| 6    | Gösta Carlsson   | 1947-1949 |
| 7    | Olle Ericsson    | 1949-1950 |
| 8    | István Wampetits | 1951-1955 |
| 9    | Bert Turner      | 1955-1956 |
| 10   | István Wampetits | 1956-1958 |
| 11   | Olle Ericsson    | 1958      |
| 12   | Sune Andersson   | 1959-1961 |

| Rang | Nom                | Période   |
| ---- | ------------------ | --------- |
| 13   | Gösta Carlsson     | 1962      |
| 14   | Bertil Bäckvall    | 1963-1966 |
| 15   | Bertil Wennerström | 1967-1968 |
| 16   | Jószef Kovács      | 1969      |
| 17   | Lars Arnesson      | 1970-1972 |
| 18   | Bo Johansson       | 1973      |
| 19   | Göran Andersson    | 1974      |
| 20   | Kay Wiestål        | 1975-1976 |
| 21   | Eivert Bladh       | 1976      |
| 22   | Bo Johansson       | 1977-1978 |
| 23   | Bo Falk            | 1979-1981 |
| 24   | Bo Johansson       | 1982-1983 |

| Rang | Nom                   | Période   |
| ---- | --------------------- | --------- |
| 25   | Allan Hebo Larsen     | 1984-1986 |
| 26   | Jan Sjöström          | 1987      |
| 27   | Göran Andersson       | 1987-1988 |
| 28   | Börje Axelsson        | 1988-1990 |
| 29   | Alf Westerberg        | 1991-1992 |
| 30   | Karl-Gunnar Björklund | 1993      |
| 31   | Patrick Walker        | 1994-1996 |
| 32   | Kjell Nyberg          | 1996-1997 |
| 33   | Nanne Bergstrand      | 1998-1999 |
| 34   | Simon Hunt            | 2000      |
| 35   | Ulf Nordenhem         | 2000      |
| 36   | Conny Karlsson        | 2000-2002 |

| Rang | Nom              | Période   |
| ---- | ---------------- | --------- |
| 37   | Nanne Bergstrand | 2003-2013 |
| 38   | Hans Eklund      | 2014      |
| 39   | Peter Swärdh     | 2015-2017 |
| 40   | Nanne Bergstrand | 2017-2018 |
| 41   | Henrik Rydström  | 2018      |
| 42   | Magnus Pehrsson  | 2018-     |

### Joueurs emblématiques
- David Elm
- Peter Karlsson
- Rasmus Elm
- Viktor Elm
- Patrik Ingelsten
- Billy Lansdowne
- César Santin
- Ari
- Marcel Sacramento